# Karakale, Selim
Karakale là một xã thuộc huyện Selim, tỉnh Kars, Thổ Nhĩ Kỳ. Dân số thời điểm năm 2010 là 520 người.